# Abtauschvariante (Französische Verteidigung)
|   | a | b | c | d | e | f | g | h |   |
| 8 |   |   |   |   |   |   |   |   | 8 |
| 7 |   |   |   |   |   |   |   |   | 7 |
| 6 |   |   |   |   |   |   |   |   | 6 |
| 5 |   |   |   |   |   |   |   |   | 5 |
| 4 |   |   |   |   |   |   |   |   | 4 |
| 3 |   |   |   |   |   |   |   |   | 3 |
| 2 |   |   |   |   |   |   |   |   | 2 |
| 1 |   |   |   |   |   |   |   |   | 1 |
|   | a | b | c | d | e | f | g | h |   |

Die Französische Abtauschvariante nach 3. e4xd5 e6xd5
Die Abtauschvariante der Französischen Verteidigung ist eine Schacheröffnung.
Sie entsteht nach den Zügen
1. e2–e4 e7–e6

2. d2–d4 d7–d5

3. e4xd5 e6xd5
und gehört somit zum ECO-Code C01.
Die symmetrische Bauernstellung und die offene e-Linie, auf der oft die Schwerfiguren abgetauscht werden, sorgen für eine hohe Remisquote. Weiß erhält einen gewissen Anzugsvorteil, der jedoch häufig bereits nach wenigen Zügen neutralisiert wird. Die Abtauschvariante wurde aber bereits von Paul Morphy, vom ehemaligen Schachweltmeister Garri Kasparow (mit 4. Sg1–f3 und 5. c2–c4) und vom dänischen Großmeister Bent Larsen praktiziert.

## Varianten
1. e2–e4 e7–e6 2. d2–d4 d7–d5 3. e4xd5 e6xd5
- 4. Lf1–d3 Sb8–c6
  - 5. c2–c3 Lf8–d6 6. Dd1–f3 Lc8–e6 7. Sg1–e2 Dd8–d7 mit Ausgleich.
  - 5. Sg1–e2 Sc6–b4 6. 0–0 Sg8–f6 7. c2–c3 Sb4xd3 8. Dd1xd3 Lf8–e7 ebenfalls mit Ausgleich.

- 4. Sg1–f3 Lc8–g4 (4. … Lf8–d6) 5. h2–h3 (5. c2–c4) Lg4–h5
  - 6. Lf1–e2 Lf8–d6 7. Sf3–e5 Lh5xe2 8. Dd1xe2 Sg8–e7 mit Ausgleich.
  - 6. Dd1–e2+ Dd8–e7 7. Lc1–e3 Sb8–c6 8. Sb1–c3 0–0–0 9. 0–0–0 De7–e8 mit unklarer Stellung.

- 4. c2–c4 beabsichtigt, das Spiel zu öffnen.
  - Nach 4. … d5xc4 5. Lf1xc4 Sg8–f6 6. Sg1–f3 Lf8–d6[1]
  - oder 4. … Sg8–f6 5. Sb1–c3 Lf8–e7 6. Sg1–f3 0–0 7. Lf1–e2 dxc4 8. Le2xc4[2] ist eine Stellung mit einem Isolani entstanden. Diese Position kann auch über das Angenommene Damengambit erreicht werden, allerdings hat Schwarz bei diesem Abspiel ein Tempo weniger (Weiß ist am Zug).[3]
- 4. Sb1–c3 Lf8–b4 kann auch durch Zugumstellung über die Winawer-Variante entstehen.
  - 5. Dd1–f3, eine Idee von Bent Larsen, vermeidet nun den Doppelbauern auf c3 oder verhindert … Lc8–f5.
  - 5. Lf1–d3 Sg8–e7 6. Dd1–h5 ist der Canal-Angriff.